# Ернестина Августа София фон Саксония-Ваймар-Айзенах
Ернестина Августа София фон Саксония-Ваймар-Айзенах (на немски: Ernestine Augusta Sophie von Sachsen-Weimar-Eisenach; * 4 януари 1740, Ваймар; † 10 юни 1786, Хилдбургхаузен) от рода на Ернестинските Ветини, е принцеса от Саксония-Ваймар-Айзенах и чрез женитба херцогиня на Саксония-Хилдбургхаузен.

## Живот
Дъщеря на херцог Ернст Август I фон Саксония-Ваймар-Айзенах (1688 – 1748) и втората му съпруга маркграфиня София Шарлота Албертина фон Бранденбург-Байройт (1713 – 1747), дъщеря на маркграф Георг Фридрих Карл фон Бранденбург-Байройт.
Ернестина Августа София става на осем години пълен сирак и отива за възпитание в двора на чичо си маркграф Фридрих фон Бранденбург-Байройт (брат на майка ѝ) и съпругата му Вилхелмина Пруска, която е композиторка. Там Ернестина Августа София започва да се занимава с музика.
Ернестина се омъжва на 1 юли 1758 г. в Байройт за херцог Ернст Фридрих III фон Саксония-Хилдбургхаузен (1727 – 1780). Тя е третата му съпруга. Бракът е уреден от нейната леля датската кралица София Магдалена фон Бранденбург-Кулмбах, която е и тъста на годеника.
След смъртта на нейния съпруг през 1780 г. тя напълно се оттегля и се занимава с музика. Опекунството над нейния малолетен син води принц Йозеф Фридрих фон Саксония-Хилдбургхаузен.

## Деца
Ернестина Августа София и херцог Ернст Фридрих III имат три деца:
- Ернестина Фридерика София (1760 – 1776), ∞ 1776 херцог Франц фон Саксония-Кобург-Заалфелд (1750 – 1806)
- Христиана София Каролина (1761 – 1790), ∞ 1778 нейния чичо принц Ойген фон Саксония-Хилдбургхаузен (1730 – 1795)
- Фридрих (1763 – 1834), херцог на Саксония-Хилдбургхаузен; от 1826 на Саксония-Алтенбург, ∞ 1785 принцеса Шарлота фон Мекленбург-Щрелиц (1769 – 1818)